# 段勲
段 勲（だん いさお、1947年〈昭和22年〉8月24日 - ）は、日本のフリーライター。宮城県出身。東洋大学文学部卒。
『週刊ポスト』記者を経て、創価学会批判の記事を週刊誌に投稿することで有名となった。日蓮正宗の創価学会破門の際には積極的に記事を書き、反創価学会ライターとして創価学会から厳しく批判された。実兄の高橋公純は日蓮正宗の僧侶であり、自身も日蓮正宗信徒である。また一時期創価学会の会員であった事を自身の著書｢創価学会・公明党の研究｣で公表している。この他、社会関連、健康関連、宗教関連の著作がある。現在は『Forum21』を中心に執筆を進めている。段勲の著書によれば、大学卒業後アメリカ放浪体験があり、アメリカ人の友人も多いという。六角弘の主宰する六角マスコミ塾講師である。